# أندرو ويست (لغوي)
أندرو ويست (بالإنجليزية: Andrew West) هو لغوي بريطاني، ولد في 1960.

## وصلات خارجية
- الموقع الرسمي